# نان سیب
نان سیب یک میان‌وعده گیاهی محبوب در تایوان است که معمولاً به عنوان یک صبحانه یا یک میان‌وعده سبک از آن لذت می‌برند. دستور پخت این نان توسط لیو ژجی (به چینی: 劉哲基) ایجاد شد و به‌طور گسترده در غذاخوری‌های مدارس، خواربار فروشی‌های محلی، فروشگاه‌های رفاه و سوپرمارکت‌ها در سراسر تایوان در دسترس است. این نان با الهام از جیره‌های نظامی ایالات متحده و از خمیر غنی شده با جوانه گندم و تخم مرغ تهیه می‌شود. انتخاب نان سیب برای این نان، به دلیل محبوبیت تبلیغات سیب در آن زمان و جایگاه سیب به عنوان یک میوه کمیاب و ارزشمند در کشور در دهه ۱۹۶۰ می‌باشد.

## تاریخچه
لیو ژجی، متولد استان شاندونگ و سرگرد سابق ارتش جمهوری چین است که در سال ۱۹۴۹ به تایوان نقل مکان کرد. پس از بازنشستگی از ارتش در سال ۱۹۵۹، با بیماری سل مبارزه کرد و توانست خود را درمان کند و بهبودی خود را به ایمان مسیحی خود نسبت داد. لیو پس از بازنشستگی شروع به فروش نان‌های بخارپز کرد. وی دستور پخت نان سیب را توسعه داد و شروع به فروش آن به پرسنل نظامی آمریکایی مستقر در تایوان کرد. علیرغم مشکلات اولیه، از جمله شکست در بازرسی بهداشت و قطع روابط دیپلماتیک بین ایالات متحده و تایوان، لیو در نهایت یک نانوایی موفق هم در ایالات متحده و هم در تایوان تأسیس کرد.

## اهمیت و تکامل
نان سیب، که عمدتاً از جوانه گندم و تخم مرغ تهیه می‌شود، حاوی سیب نیست، اما به دلیل وضعیت میوه در هنگام نامگذاری نان، نماد مطلوبیت است. با گذشت سال‌ها، این دستور غذا تکامل یافت و شامل استفاده از سیب نیز شد. این نان با رایحه منحصر به فرد خود، یک نان کلاسیک تایوانی به حساب می‌آید و برای بسیاری از مردم تایوانی دارای ارزش نوستالژیک است.